# 普盧日內 (烏克蘭)

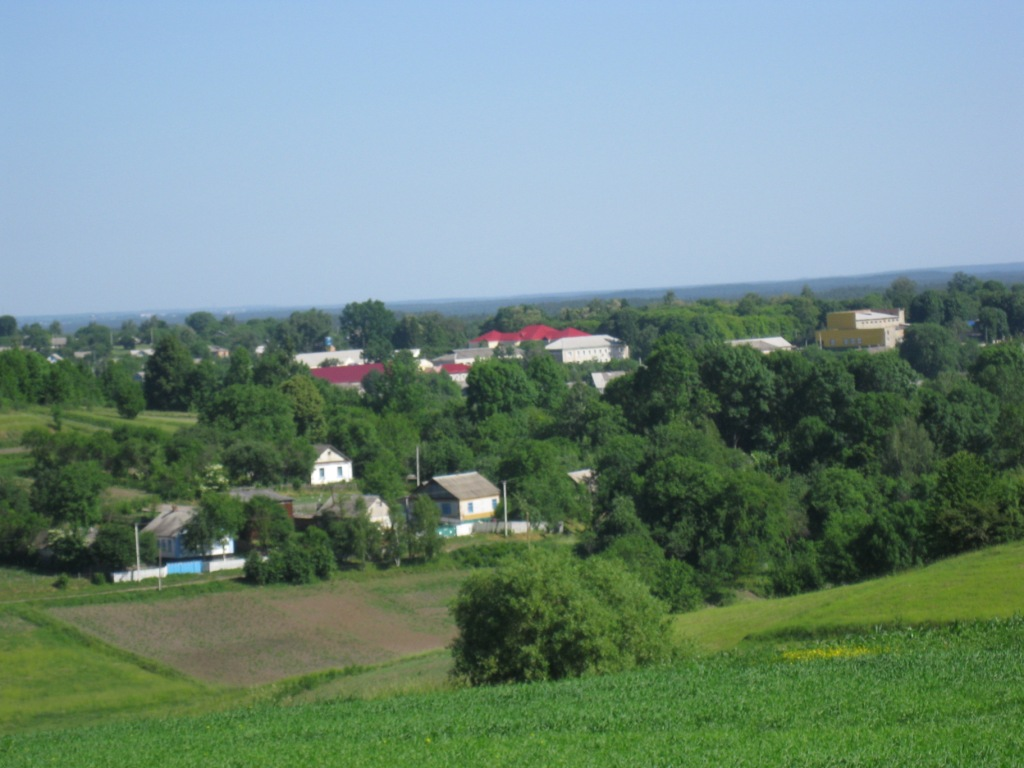
普盧日內

普盧日內（羅馬化：Pluzhne）是烏克蘭西部赫梅利尼茨基州舍佩蒂夫卡區普卢日内市镇内的村落及其行政中心。在伊賈斯拉夫西北西方約19公里，在舍佩蒂夫卡西方約34公里，在里夫內東南方約53公里。始建於1576年，面積7.649平方公里，2001年人口3,297。